# Friedhof Pankow I

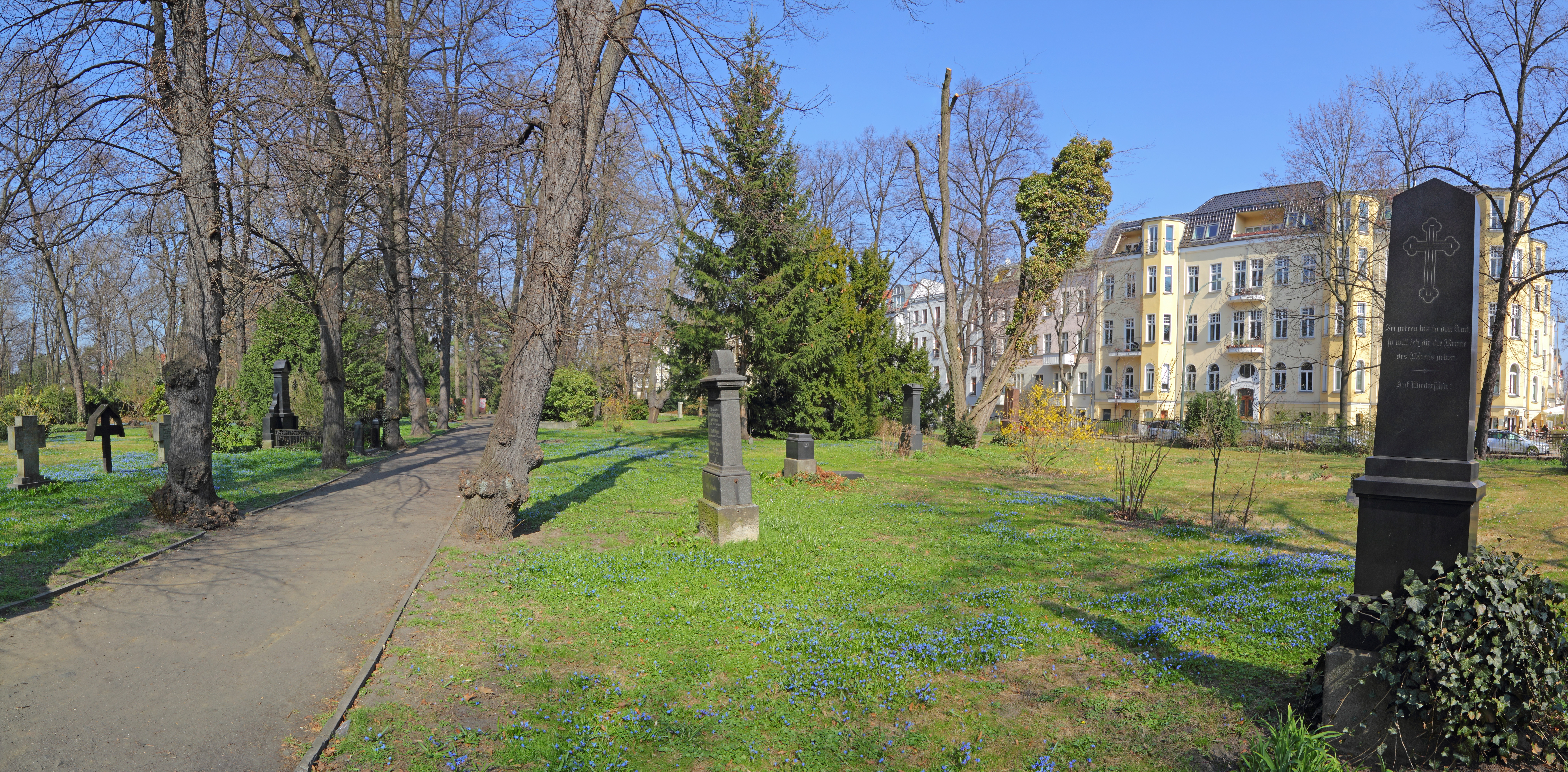
Ehemaliger Friedhof Pankow I

Der Friedhof Pankow I ist ein ehemaliger Friedhof im Berliner Bezirk Pankow. Er wurde 1841 eröffnet und 1971 geschlossen. Der 4608 m² große Friedhof mit Einfriedung von 1908 steht unter Denkmalschutz.

## Geschichte
Als, bedingt durch das Bevölkerungswachstum der Gemeinde Pankow, die Bestattungsfläche des Kirchhofs nicht mehr ausreichte, wurde 1841 der erste kommunale Friedhof Pankows an der heutigen Wilhelm-Kuhr Straße errichtet. 1865 erhielt der Friedhof am nördlichen Ende des Hauptweges eine Kapelle. Bereits 1871 war die Eröffnung eines weiteren kommunalen Friedhofes (Pankow II) notwendig. Für den 1886 verstorbenen Hermann Killisch von Horn wurde auf dem Friedhof 1904 durch den Architekten Christian Friedrich Malingriaux ein Mausoleum errichtet und Killisch von Horn, der vermutlich in seinem Privatpark, dem späteren Bürgerpark, beigesetzt worden war, hierher umgebettet. Der Friedhof Pankow I erhielt 1908 zu den südlich und östlich angrenzenden Straßen eine Einfriedung. Die Kapelle wurde 1936 renoviert, aber 1953/54 abgerissen.
1971 wurde der Friedhof geschlossen und zu großen Teilen abgeräumt. Repräsentative Gräber und Grabsteine wurden erhalten und mit ebensolchen aus anderen Pankower Friedhöfen ergänzt. So wurde ein Friedhofspark geschaffen.

## Grabstätten bekannter Persönlichkeiten
- Adolf Behrend genannt Adolf Salerno (1869–1946), Artist und Flugpionier (Abt. 6, Reihe 9, Nr. 20, nicht erhalten)[3]
- Hermann Killisch von Horn (1821–1886), Jurist, Journalist und Unternehmer[4]
- Wilhelm Perring (1838–1906), Landschaftsgärtner[4]

## Belege
1. ↑  Eintrag 09046074 in der Berliner Landesdenkmalliste
2. ↑  Katrin Lesser, Jörg Kuhn, Detlev Pietzsch: Gartendenkmale in Berlin: Friedhöfe. Michael Imhof Verlag, Petersberg 2008, ISBN 978-3-86568-293-2, S. 196–198.
3. ↑  Willi Wohlberedt: Grabstätten bekannter und berühmter Persönlichkeiten in Groß-Berlin und Potsdam mit Umgebung. IV. Teil, Berlin 1952, S. 381.
4. 1 2  Willi Wohlberedt: Grabstätten bekannter und berühmter Persönlichkeiten in Groß-Berlin und Potsdam mit Umgebung. II. Teil, Berlin 1934, S. 153.

Koordinaten: 52° 34′ 11,1″ N, 13° 23′ 52,7″ O